# Leptoclinides
Genre
Leptoclinides est un genre de tuniciers de la famille des Didemnidés. 

## Liste d'espèces
Selon World Register of Marine Species (6 octobre 2023) :
- Leptoclinides aciculus Kott, 2001
- Leptoclinides albamaculatus Kott, 2001
- Leptoclinides apertus Monniot, 1989
- Leptoclinides aspiculatum Romanov, 1989
- Leptoclinides auranticus Brewin, 1956
- Leptoclinides brandi Kott, 2001
- Leptoclinides brasiliensis Michaelsen, 1923
- Leptoclinides caelestis Kott, 2001
- Leptoclinides capensis Michaelsen, 1934
- Leptoclinides carduus Kott, 2001
- Leptoclinides cavernosus Kott, 2001
- Leptoclinides coelenteratus (Kott, 1962)
- Leptoclinides comitus Kott, 2001
- Leptoclinides compactus Kott, 2001
- Leptoclinides complexus Kott, 2002
- Leptoclinides confirmatus Kott, 2001
- Leptoclinides constellatus Kott, 2001
- Leptoclinides coronatus Oliveira, Carvalho & Rocha, 2019
- Leptoclinides crocotulus Paiva et al. 2015
- Leptoclinides cucurbitus Kott, 2004
- Leptoclinides cuspidatus (Sluiter, 1909)
- Leptoclinides decoratus Kott, 2004
- Leptoclinides diemenensis Michaelsen, 1924
- Leptoclinides doboensis (Sluiter, 1913)
- Leptoclinides dubius (Sluiter, 1909)
- Leptoclinides duminus Millar, 1982
- Leptoclinides durus Kott, 2001
- Leptoclinides echinatus Tokioka, 1954
- Leptoclinides echinus Kott, 2001
- Leptoclinides erinaceus Kott, 2001
- Leptoclinides exiguus Kott, 2001
- Leptoclinides faeroensis Bjerkan, 1905
- Leptoclinides fluxus Kott, 2007
- Leptoclinides frustus Kott, 2005
- Leptoclinides fungiformis Kott, 1972
- Leptoclinides grandistellus Kott, 2004
- Leptoclinides hawaiiensis Tokioka, 1967
- Leptoclinides imperfectus (Kott, 1962)
- Leptoclinides kerguelenensis Kott, 1954
- Leptoclinides kingi Michaelsen, 1930
- Leptoclinides latus Monniot, 1983
- Leptoclinides levitatus Kott, 2001
- Leptoclinides lissus Hastings, 1931
- Leptoclinides longicollis Kott, 2001
- Leptoclinides lotufoi Oliveira, Carvalho & Rocha, 2019
- Leptoclinides macrotestis Romanov, 1977
- Leptoclinides maculatus Kott, 2001
- Leptoclinides madara Tokioka, 1953
- Leptoclinides magnistellus Kott, 2001
- Leptoclinides marmoratus (Sluiter, 1909)
- Leptoclinides marmoreus Brewin, 1956
- Leptoclinides minimus Kott, 2005
- Leptoclinides multilobatus Kott, 1954
- Leptoclinides multipapillatus Monniot, 1989
- Leptoclinides novaezelandiae Brewin, 1958
- Leptoclinides ocellatus (Sluiter, 1909)
- Leptoclinides oscitans Monniot & Monniot, 1996
- Leptoclinides placidus Kott, 2001
- Leptoclinides planus F. Monniot, 2010
- Leptoclinides prunus Kott, 2004
- Leptoclinides pulvinus Kott, 2005
- Leptoclinides ramosum (Gottschaldt, 1898)
- Leptoclinides reticulatus (Sluiter, 1909)
- Leptoclinides rigidus Kott, 2001
- Leptoclinides robiginis Monniot, 1989
- Leptoclinides rufus (Sluiter, 1909)
- Leptoclinides rugosum Tokioka, 1962
- Leptoclinides seminudus Kott, 2001
- Leptoclinides sluiteri Brewin, 1950
- Leptoclinides sparsus Michaelsen, 1924
- Leptoclinides subviridis (Sluiter, 1909)
- Leptoclinides sulawesii Monniot & Monniot, 1996
- Leptoclinides torosus Monniot, 1983
- Leptoclinides tuberculatus Kott, 2004
- Leptoclinides tulearensis Plante & Vasseur, 1966
- Leptoclinides umbrosus Kott, 2001
- Leptoclinides uniorbis Monniot & Monniot, 1996
- Leptoclinides unitestis Monniot, 1989
- Leptoclinides vesica Kott, 2008
- Leptoclinides volvus Kott, 1975